# کیش‌بایچ
کیش‌بایچ (به مجاری:  Kisbajcs) یک شهرداری در مجارستان است که در ناحیه دیور واقع شده‌است. کیش‌بایچ ۸٫۷۴ کیلومتر مربع مساحت و ۷۸۸ نفر جمعیت دارد.